# Housemeister
Housemeister ist das Pseudonym des Berliner Techno-Musikers, DJs und AYCB-Labelinhabers Martin Boehm (* 11. November 1977). Er veröffentlicht auch unter dem Pseudonym Otherfucker. Zusammen mit Fabian Feyerabendt von Toktok veröffentlicht Böhm unter dem Pseudonym On/Off, zusammen mit Tony Planet von Autotune als Montagskino. Er remixte Künstler wie Boys Noize, Zombie Nation, Paul Kalkbrenner und Modeselektor.

## Leben
Der 1977 in Norddeutschland geborene Boehm wuchs in einem Ost-Berliner Neubaugebiet auf. Nach dem Fall der Mauer 1989 widmete er sich der Graffiti-Kunst und Hip-Hop-Musik. Ab 1994 entdeckte er über Veranstaltungen wie Loveparade und Mayday die Rave-Musik. Im Jahr 1995 zog Boehm bei seinen Eltern aus und gründete mit seinem besten Freund eine WG in Kreuzberg 36. Er begann seine Tätigkeit als DJ und wirkte seit 1999 im Umfeld von Ellen Alliens Plattenlabel BPitch Control.
2002 erschien mit Wake Up! seine erste Maxi bei BPitch Control. Nach einigen weiteren Single-Veröffentlichungen folgte 2006 auf Boys Noizes Label Boysnoize Records sein Debütalbum Enlarge Your Dose. Im gleichen Jahr gründete Housemeister gemeinsam mit Dirty Doering sein eigenes Label Allyoucanbeat, auf dem 2008 Housemeisters zweites Album Who Is That Noize veröffentlicht wurde.

## Diskographie

### Alben
- 2006: Enlarge Your Dose (Boysnoize Records)
- 2008: Who Is That Noize (All You Can Beat)
- 2008: Who Is That Noize Remixes (All You Can Beat)
- 2011: Music Is Awesome (Boysnoize Records)
- 2013: OP-1 (Boysnoize Records)
- 2013: Game Over (The Game Boy Album) (All You Can Beat)

### Singles und EPs
- 2002: Wake Up! (BPitch Control)
- 2003: Anti Gestern (BPitch Control)
- 2003: Psycho (BPitch Control)
- 2004: No.Games.No.Fun.EP! (BPitch Control)
- 2006: Dertagdanach EP (All You Can Beat)
- 2006: Need Kick (Boysnoize Records)
- 2007: Radio For You EP (All You Can Beat)
- 2007: Roadmovie EP (All You Can Beat)
- 2008: Inordertodance EP. (All You Can Beat)
- 2008: Who Is That Noize (Remixes Volume 1) (All You Can Beat)
- 2008: Who Is That Noize (Remixes Volume 2) (All You Can Beat)
- 2009: Beef Jerky (Boysnoize Records)
- 2010: Beef Jerky 2 Premium Cuts (Boysnoize Records)
- 2011: Music Is Awesome (Boysnoize Records)
- 2011: Shizzo (mit Boys Noize, Boysnoize Records)
- 2013: AYCB is Back EP (All You Can Beat)
- 2013: Utopia EP (All You Can Beat)
- 2013: 2000now (mit Dave Tarrida, All You Can Beat)
- 2013: Twerk that Shit (mit Dave Tarrida, All You Can Beat)
- 2013: AYCB Sessions (All You Can Beat)
- 2013: Dig this EP (mit Dave Tarrida, All You Can Beat)
- 2013: White Out EP (All You Can Beat)
- 2014: Triggtype EP (mit Dave Tarrida, All You Can Beat)
- 2014: Downgrade (All You Can Beat)
- 2015: Zombie  (Boysnoize Records)
- 2015: Ghetto Sessions (All You Can Beat)

### Remixe
- 2017: Distorter Housemeister Remix - DJ T-1000 (AYCB)
- 2016: Penultimat Housemeister Remix - _Unsubscrib_ (Boysnoize Records)
- 2015: Freak Bitch DJ Housemeister Remix - DJ Deeon, Bitchin’ Camaro, Gettoblaster (Traxmen Records)